# 碁聖
碁聖（ごせい）は
1. 日本の歴史上、傑出した囲碁の名手に対する尊称。将棋界における「棋聖」に相当する。
2. 囲碁の棋戦の一つである碁聖戦に優勝した棋士に贈られるタイトル。

## 碁聖と呼ばれた人物
- 寛蓮

平安時代の棋士。俗名は橘良利。宇多天皇に仕えた僧侶であり、醍醐天皇の御前で藤原清貫と天覧対局を行った。その強さから「碁聖大徳」と称された。最も早い時期に碁聖と呼ばれた人物とされる。
- 本因坊道策

江戸時代前期の棋士。名人碁所。本因坊丈和と比較して「前聖」とも呼ばれる。
- 本因坊道知

江戸時代中期の棋士。名人碁所。囲碁の名人であるだけでなく、将棋も上手（七段）並みで中将棋も抜群の強さであったため「盤上の聖」と呼ばれた。
- 本因坊丈和

江戸時代後期の棋士。名人碁所。本因坊道策と比較して「後聖」とも呼ばれる。
- 本因坊秀策

江戸時代後期の棋士。早世したこともあり段位は七段どまり。明治37年の『座隠談叢』に「秀策ハ聖棋神手」、『秀策口訣棋譜』に「先師碁聖秀策」と書かれるなど、明治以降になって碁聖と呼ばれるようになった。
- 呉清源

昭和時代の棋士。九段。中国出身で日本で活躍し「昭和の碁聖」と呼ばれる。

## 碁聖戦
全日本第一位決定戦が発展的に解消し、1976年に開始。新聞囲碁連盟及び日本棋院、関西棋院が主催。第1期は全日本第一位タイトル保持者であった大竹英雄と、挑戦権を得た加藤正夫の間で決勝五番勝負が行われた。第4期までは5人のリーグ戦によって挑戦者を決定し、タイトル保持者と挑戦手合五番勝負で優勝者を決定。第6期からは、トーナメント戦勝ち抜き者とタイトル保持者と挑戦手合五番勝負。トーナメント決勝は、第5-7期は三番勝負、8期以降は一番勝負。
長年七大タイトル戦の中で唯一、出場資格に制限があった。
第50期（2025年）までの間に戴冠者は14名いるが、長期戴冠者が多く、大竹英雄（7期）・小林光一（9期）・依田紀基（6期）・張栩（4期）・井山裕太（11期）の5名だけで通算37期獲得している。なお大竹は前身の日本棋院第一位決定戦、全日本第一位決定戦でもこのタイトルに強く、全日本のタイトルは一度も大竹以外の手に渡ったことはなかった。

## 名誉碁聖
碁聖を5連覇、または通算10期以上獲得した棋士は、60歳以降に「名誉碁聖」を名乗る権利を得る。
|   | 棋士     | 期   | 連覇  | 年                         |
| - | -------- | ---- | ----- | -------------------------- |
| 1 | 大竹英雄 | 7期  | 6連覇 | 1978、1980-1985            |
| 2 | 小林光一 | 9期  | 6連覇 | 1988-1993・1999・2001-2002 |
| 3 | 井山裕太 | 11期 | 6連覇 | 2012-2017・2021-25         |

## 歴代碁聖
|    | 棋士     | 生年                   | 初奪年 | 通算 | 連覇  |
| -- | -------- | ---------------------- | ------ | ---- | ----- |
| 1  | 加藤正夫 | 1947年3月15日          | 1976   | 3期  | 2連覇 |
| 2  | 大竹英雄 | 1942年5月12日（83歳）  | 1978   | 7期  | 6連覇 |
| 3  | 趙治勲   | 1956年6月20日（69歳）  | 1979   | 2期  |       |
| 4  | 小林光一 | 1952年9月10日（72歳）  | 1988   | 9期  | 6連覇 |
| 5  | 林海峰   | 1942年5月6日（83歳）   | 1994   | 1期  |       |
| 6  | 小林覚   | 1959年4月5日（66歳）   | 1995   | 1期  |       |
| 7  | 依田紀基 | 1966年2月11日（59歳）  | 1996   | 6期  | 3連覇 |
| 8  | 山下敬吾 | 1978年9月6日（46歳）   | 2000   | 1期  |       |
| 9  | 張栩     | 1980年1月20日（45歳）  | 2006   | 4期  | 4連覇 |
| 10 | 坂井秀至 | 1973年4月23日（52歳）  | 2010   | 1期  |       |
| 11 | 羽根直樹 | 1976年8月14日（49歳）  | 2011   | 2期  |       |
| 12 | 井山裕太 | 1989年5月24日（36歳）  | 2012   | 11期 | 6連覇 |
| 13 | 許家元   | 1997年12月24日（27歳） | 2018   | 1期  |       |
| 14 | 一力遼   | 1997年6月10日（28歳）  | 2020   | 1期  |       |

## 歴代挑戦手合
◯●は勝者から見た勝敗、網掛けはタイトル保持者。（第1期は全日本第一位に挑戦）
| 期 | 開催年 | 優勝     | 勝敗    | 準優勝   |
| -- | ------ | -------- | ------- | -------- |
| 1  | 1976   | 加藤正夫 | 3-2     | 大竹英雄 |
| 2  | 1977   | 加藤正夫 | 3-0     | 武宮正樹 |
| 3  | 1978   | 大竹英雄 | 3-1     | 加藤正夫 |
| 4  | 1979   | 趙治勲   | 3-0     | 大竹英雄 |
| 5  | 1980   | 大竹英雄 | 3-1     | 趙治勲   |
| 6  | 1981   | 大竹英雄 | 3-1     | 加藤正夫 |
| 7  | 1982   | 大竹英雄 | 3-2     | 趙治勲   |
| 8  | 1983   | 大竹英雄 | 3-2     | 淡路修三 |
| 9  | 1984   | 大竹英雄 | 3-1     | 加藤正夫 |
| 10 | 1985   | 大竹英雄 | 3-1     | 工藤紀夫 |
| 11 | 1986   | 趙治勲   | 3-0     | 大竹英雄 |
| 12 | 1987   | 加藤正夫 | 3-1     | 趙治勲   |
| 13 | 1988   | 小林光一 | 3-0     | 加藤正夫 |
| 14 | 1989   | 小林光一 | 3-1     | 今村俊也 |
| 15 | 1990   | 小林光一 | 3-0     | 小林覚   |
| 16 | 1991   | 小林光一 | 3-2     | 小林覚   |
| 17 | 1992   | 小林光一 | 3-1     | 小林覚   |
| 18 | 1993   | 小林光一 | 3-0     | 林海峰   |
| 19 | 1994   | 林海峰   | 3-1     | 小林光一 |
| 20 | 1995   | 小林覚   | 3-2     | 林海峰   |
| 21 | 1996   | 依田紀基 | 3○○○0   | 小林覚   |
| 22 | 1997   | 依田紀基 | 3○●○○1  | 結城聡   |
| 23 | 1998   | 依田紀基 | 3○○○0   | 苑田勇一 |
| 24 | 1999   | 小林光一 | 3●●○○○2 | 依田紀基 |
| 25 | 2000   | 山下敬吾 | 3○○●●○2 | 小林光一 |

| 期 | 開催年 | 優勝     | 勝敗    | 準優勝     |
| -- | ------ | -------- | ------- | ---------- |
| 26 | 2001   | 小林光一 | 3○●○●○2 | 山下敬吾   |
| 27 | 2002   | 小林光一 | 3○○●○1  | 結城聡     |
| 28 | 2003   | 依田紀基 | 3○○●●○2 | 小林光一   |
| 29 | 2004   | 依田紀基 | 3○●○○1  | 山田規三生 |
| 30 | 2005   | 依田紀基 | 3○○○0   | 結城聡     |
| 31 | 2006   | 張栩     | 3○○○0   | 依田紀基   |
| 32 | 2007   | 張栩     | 3○○○0   | 横田茂昭   |
| 33 | 2008   | 張栩     | 3●○○○1  | 山下敬吾   |
| 34 | 2009   | 張栩     | 3○○○0   | 結城聡     |
| 35 | 2010   | 坂井秀至 | 3●○●○○2 | 張栩       |
| 36 | 2011   | 羽根直樹 | 3●●○○○2 | 坂井秀至   |
| 37 | 2012   | 井山裕太 | 3○○○0   | 羽根直樹   |
| 38 | 2013   | 井山裕太 | 3●●○○○2 | 河野臨     |
| 39 | 2014   | 井山裕太 | 3●○○●○2 | 河野臨     |
| 40 | 2015   | 井山裕太 | 3○●○○1  | 山下敬吾   |
| 41 | 2016   | 井山裕太 | 3○○○0   | 村川大介   |
| 42 | 2017   | 井山裕太 | 3○○○0   | 山下敬吾   |
| 43 | 2018   | 許家元   | 3○○○0   | 井山裕太   |
| 44 | 2019   | 羽根直樹 | 3○○●●○2 | 許家元     |
| 45 | 2020   | 一力遼   | 3○○○0   | 羽根直樹   |
| 46 | 2021   | 井山裕太 | 3○●●○○2 | 一力遼     |
| 47 | 2022   | 井山裕太 | 3○○○0   | 一力遼     |
| 48 | 2023   | 井山裕太 | 3○○○0   | 一力遼     |
| 49 | 2024   | 井山裕太 | 3○○○0   | 芝野虎丸   |
| 50 | 2025   | 井山裕太 | 3●○●○○2 | 芝野虎丸   |

## リーグ戦成績
第1期（1975-76年）
第2期（1976-77年）
- プレーオフ: 武宮正樹○ - ×梶原武雄

第3期（1977-78年）
第4期（1978-79年）

## 昇段規定
- 六段以下の棋士が、碁聖挑戦権を獲得した場合、七段に昇段する。
- 七段の棋士が碁聖位を獲得した場合、八段に昇段する。
- 八段で、他のタイトルを1期獲得している棋士が碁聖を獲得した場合、九段に昇段する。

2018年、許家元がこの規定により八段に昇段している。

## エピソード
- 2020年、本棋戦のスポンサーである河北新報の社長の子息で、同社の記者でもある一力遼がタイトルを奪取し、話題となった[9]。